# 西太子堂駅
西太子堂駅（にしたいしどうえき）は、東京都世田谷区太子堂四丁目にある、東急電鉄世田谷線の停留場である。駅番号はSG02。

## 歴史
- 1925年（大正14年）1月18日：西山駅（にしやまえき）として開設。
- 1939年（昭和14年）10月16日：西太子堂駅（にしたいしどうえき）へ改称[1]。

## 停留場構造
相対式ホーム2面2線を有する地上駅。ホーム上には接近表示機が設置されている。

### のりば
| ホーム | 路線     | 方向 | 行先               |
| ------ | -------- | ---- | ------------------ |
| 南側   | 世田谷線 | 下り | 上町・下高井戸方面 |
| 北側   | 世田谷線 | 上り | 三軒茶屋方面       |

## 利用状況
当停留場だけの乗車人員は公表されていない。世田谷線全線での乗車人員は東急世田谷線#利用状況を参照のこと。

## 停留場周辺
北側へ出ると太子堂五丁目、世田谷区立太子堂小学校などが近く、南側へ出ると若林一丁目などが近い。
平成初期に三軒茶屋駅が周辺再開発のため当停留場寄りに移転した結果、当駅と三軒茶屋駅との距離は極めて近くなった。現在、三軒茶屋駅との駅間は300メートルしか離れていないため、生活文化圏は共通する。よって三軒茶屋駅から乗車して当駅で降りる（あるいはその逆）利用者はほとんどいない。

## バス路線
南側の太子堂四丁目交差点付近に西太子堂停留所があり、東急バスにより運行される以下の路線が発着する。
- <渋05> 渋谷駅 → 西太子堂 → 弦巻営業所

※ バス停留所は片方向のみの設置で、弦巻営業所行のみ停車。

## 隣の停留場
東急電鉄
 世田谷線
三軒茶屋駅 (SG01) - 西太子堂駅 (SG02) - 若林駅 (SG03)